# Brunbröstad tyrann
Brunbröstad tyrann (Aphanotriccus capitalis) är en fågel i familjen tyranner inom ordningen tättingar.

## Utseende och läte
Brunbröstad tyrann är en 12 cm lång distinkt tecknad tyrann med bjärgt färgad undersida. Huvudet är mörkgrått, hos honan med olivgrön anstrykning. I ansiktet syns vit tygel och en vit ring kring ögat. Ovansidan är olivgrön med ockraaktig ton. På de mörka vingarna syns två ockrafärgade vingband och likfärgade kanter på armpennorba. Strupen är beigevit, bröstet ockrafärgat och buken rätt tydligt gul med ockraton. Näbben är svart ovan och skäraktig under med svart spets. Benen är grå. Lätet består av en snabb fras, med sista tonen ljudligast, på engelska återgivet som "chee chee spt't cheew" eller "chit it-it chee'yew". Ibland är den längre och mer utvecklad.

## Utbredning och systematik
Fågeln förekommer från östra Nicaragua till norra Costa Rica (södra till Puerto Limón). Den behandlas som monotypisk, det vill säga att den inte delas in i några underarter.

## Status och hot
Brunbröstad tyrann har en liten världspopulation bestående av uppskattningsvis endast 6 000–15 000 vuxna individer. Den tros också minska i antal till följd av habitatförlust. Den är därför upptagen på internationella naturvårdsunionen IUCN:s röda lista över hotade arter, kategoriserad som sårbar (VU).